# Volo National Airlines 967
Il volo National Airlines 967, codice di immatricolazione N4891C, era un Douglas DC-7B scomparso nel Golfo del Messico in rotta da Tampa, Florida, a New Orleans, Louisiana, il 16 novembre 1959. Si presume che tutti i 42 a bordo siano rimasti uccisi nell'incidente.

## Dettagli dell'incidente
Il volo 967 partì da Miami alle 22:22 della sera precedente, atterrò a Tampa alle 23:00 ed era partito per New Orleans alle 23:22. L'ultimo contatto radio con il DC-7 avvenne alle 00:44, quando contattò la radio della compagnia a New Orleans. Gli operatori radar della stazione militare di Houma, in Louisiana, rilevarono il volo sui loro schermi alle 00:46. Il volo 967 era un volo di interscambio tra tre vettori; attraverso il servizio aereo da Miami a Los Angeles. La National Airlines operò le prime due tratte tra Miami e Tampa, e tra Tampa e New Orleans. Delta Air Lines avrebbe dovuto operare il volo tra New Orleans e la sua tappa successiva, Dallas, dove American Airlines avrebbe dovuto prenderne il controllo e operare lo stesso aereo senza scalo da Dallas a Los Angeles. Voli di interscambio come questo erano abbastanza comuni prima che la CAB assegnasse rotte più dirette a partire dal caso da sud-est a costa occidentale nel 1961. L'aereo utilizzato in quel particolare giorno era un DC-7B della Delta Air Lines.
Il capitano Frank E. Todd di Miami, il pilota, trasmise via radio il suo ultimo messaggio alle 00:44. Riferì un "volo regolare" e una visibilità illimitata, ma disse che poteva vedere un solido cielo coperto di nebbia davanti a sé. Venne autorizzato dal Centro di Controllo del Traffico delle Rotte Aeree di New Orleans (ARTCC - ZNO) situato nell'edificio del terminal dell'aeroporto di New Orleans Lakefront a scendere e mantenere i 5.000 piedi e di riferire di aver lasciato quota 8.000 piedi. Questa istruzione/autorizzazione per il controllo del traffico aereo è stata emessa tramite la stazione radio/ufficio della National Airlines a Pensacola, in Florida, una procedura normale prima di effettuare l'avvicinamento all'aeroporto internazionale di Moisant (KMSY) a New Orleans. A quel tempo la torre di controllo di Moisant riportava una quota massima di 1.200 piedi con visibilità di tre quarti di miglio, nebbia leggera e pioggia.
Proseguì su una rotta magnetica di 296 gradi per alcuni minuti, per poi virare a destra su una rotta di circa 010 gradi e scomparire dal radar alle 00:51. All'1:16, la radio della compagnia tentò di contattare il volo 967 senza alcun risultato; i tentativi da parte delle strutture di rotta della FAA, del controllo di avvicinamento di New Orleans e del controllo del traffico aereo non furono in grado di comunicare con il velivolo. Gli aerei di ricerca e salvataggio individuarono detriti sparsi e un certo numero di corpi in prossimità dell'ultimo ritorno radar, a circa 35 miglia a est di Pilottown; alla fine furono localizzati i resti di 10 individui. La parte principale del relitto non è mai stata ritrovata nonostante gli sforzi dei sommozzatori della Marina e della Guardia Costiera.
Secondo l'edizione del 17 novembre 1959 del New York Times, I.W. Dymond, vicepresidente delle operazioni della compagnia aerea, disse che il tempo "era stato previsto, ma non è stato un fattore" nell'incidente. Aggiunse che New Orleans disponeva di condizioni meteorologiche strumentali e indicò che l'equipaggio aveva pianificato di utilizzare questo metodo durante l'avvicinamento finché l'aereo non fosse stato al di sotto del soffitto basso. Il tenente James L. Sigman, ufficiale esecutivo della stazione della Guardia Costiera di New Orleans, raccontò che l'aereo potrebbe essere esploso una volta colpita l'acqua. I corpi sono stati spogliati dei vestiti rivelando gravi ustioni. Inoltre i passeggeri apparentemente non avevano ricevuto alcun avvertimento di indossare le cinture di salvataggio, poiché tra i detriti è stato trovato solo un salvagente.
Tuttavia, il giornale Progress di Clearfield, Pennsylvania, nella sua edizione del 17 novembre 1959, ipotizzò che l'aereo potesse essere stato abbattuto da una bomba: "C'è stata un'esplosione a bordo del DC-7B della National Airlines che si è schiantato nel Golfo del Messico lunedì con 42 persone a bordo? Se c'è stata, è avvenuta prima o dopo l'incidente. I membri del gruppo che cercavano corpi nelle acque infestate dagli squali credono che ci sia stata un'esplosione. Ma non sono d'accordo su quando sia avvenuta. Il tenente James L. Sigman, ufficiale esecutivo del distaccamento aereo della Guardia costiera a New Orleans, ha detto che i rottami erano sparsi su un'area relativamente piccola di due o tre miglia. Ciò indica che l'esplosione è avvenuta dopo che l'aereo ha colpito l'acqua. Ma due aviatori dell'aeronautica militare che hanno trascorso quattro ore sulla scena hanno detto che i rottami erano così sparsi che sembrava loro che l'aereo fosse esploso in aria."
Un passeggero, William Taylor, era salito a bordo del volo utilizzando un biglietto emesso a Robert Vernon Spears, un criminale condannato che all'epoca lavorava come naturopata. È emersa l'ipotesi che Spears, il quale aveva stretto amicizia con Taylor in prigione, lo avesse ingannato facendolo salire a bordo del volo con un bagaglio contenente una bomba. Quando l'aereo fu distrutto, le autorità presumevano che Spears fosse a bordo, e quindi compreso fra le vittime, e sua moglie avrebbe potuto riscuotere la sua assicurazione sulla vita. Tuttavia, Taylor ne aveva acquistato una a proprio nome all'aeroporto prima della partenza; quando la sua ex moglie fece domanda per riscuotere, la sostituzione venne alla luce. Spears scomparve dopo l'incidente, ma fu arrestato a Phoenix, con l'auto di Taylor nel gennaio 1960. Fu accusato di possesso illegale di un'automobile, per la quale fu condannato e ricevette la pena massima di cinque anni. A causa della mancanza di prove, non fu mai accusato del presunto abbattimento del volo 967. Robert Spears morì al Baylor Medical Center di Dallas il 2 maggio 1969 per trombosi coronarica. Non c'erano prove di alcun collegamento tra l'uomo e l'incidente.
Il Civil Aeronautics Board (predecessore dell'NTSB) non determinò alcuna probabile causa dell'incidente per mancanza di prove.